# ハンス・ゲオルク・ガダマー
ハンス＝ゲオルク・ガダマー（ガーダマー、独: Hans-Georg Gadamer [ˈɡaːdamɐ]、1900年2月11日 - 2002年3月13日）は、ドイツの哲学者。解釈学（Hermeneutik）と名づけられる、言語テクストの歴史性に立脚した独自の哲学的アプローチで知られる。

## 生涯[2]

### ブレスラウ期(1900-1919)
1900年、父ヨハンネス・ガダマーが大学で私講師を務めていたマールブルクにてハンス・ゲオルク・ガダマーは生まれた。1902年に父ヨハンネスがブレスラウ(現ポーランド領ヴロツワフ)にて薬化学の教授職を得ると家族もそこに移り住み、ガダマーにとっての青少年期であるブレスラウ時代が始まる。1904年に母を亡くし、ギムナジウムにおける修学を経て、1918年にはブレスラウ大学に入学。哲学者リヒャルト・ヘーニヒスヴァルトなどに師事する。翌1919年には父ヨハンネスがマールブルク大学に教授職を得ると、ハンス・ゲオルクを含めた家族も同年マールブルクへと引っ越すことになる。

### マールブルク期(1919-1939)
ガダマーはマールブルク大学での学びを開始する。パウル・ナトルプとニコライ・ハルトマンに師事し、新カント派の影響のもとで哲学を学ぶ。この頃、のちにガダマーとともにマールブルクにおける「三人の名望ある哲学私講師」として賞揚されるようになるカール・レーヴィットやゲアハルト・クリューガーに出会うことになる。
1922年、22歳で博士論文を提出するも(『プラトンの対話篇による快楽の本質』)、小児麻痺にかかってしばしの休養を余儀なくされる。この間にエトムント・フッサールの『論理学研究』や、とりわけマルティン・ハイデガーの『ナトルプ報告』を読んで衝撃を受ける。このため1923年の夏学期をフライブルクで過ごし、フッサール、ハイデガーとの出会いを果たす。また、ハイデガーが『ナトルプ報告』によってマールブルクの員外教授の座を獲得したため、ガダマーも10月にハイデガーについてマールブルクへと帰還。1924年にナトルプが逝去し、1925年にハルトマンがマックス・シェーラーの後任としてケルンに移ることによって、新カント派から現象学へという思想的な転換がはっきりしたものとなった。
しかし他方で、哲学・現象学についてなかなかその才を発揮できないことを叱咤する手紙をハイデガーから受けとったガダマーは、保険として古典文献学を学び始める。この頃文献学者パウル・フリートレンダーや聖書学者にして神学者ルドルフ・ブルトマンらとの親交を深める。1927年に古典文献学の国家試験に及第すると、これに満足したハイデガーが、みずからのもとで教授資格論文に取り掛かる許可を出す。1929年『プラトン『ピレボス』の解釈』によって教授資格を取得(1931年出版)、マールブルク大学にて私講師として授業を担当し始める。
1933年、アドルフ・ヒトラーが政権を掌握。ガダマーは非公式にもマールブルクの員外教授となるが、1939年にアルノルト・ゲーレンの後任としてライプツィヒ大学に正教授として着任する。

### ライプツィヒ期(1939-1947)
1939年、ヒトラーがポーランドへ侵攻。第二次世界大戦がはじまる。ガダマーはその間フリードリヒ・ヘルダーリンやヨハン・ゴットフリート・ヘルダーなどの講演を行い、研究を続ける。1945年にドイツが全面降伏すると、アメリカ軍ののちソヴィエト軍がライプツィヒを占領する。1946年にはガダマーが学長に選出され、ソヴィエト当局との折衝に当たる。その間、西側への移動を模索していたガダマーは、1947年フランクフルト大学に教授職を得る。

### フランクフルト期(1947-1949)
学長職を引き継ぐためにいったんライプツィヒに戻ったところをソヴィエト当局に逮捕され尋問されるなどの出来事はありつつも、フランクフルトへの転出を実行。1948年アルゼンチンの会議で、ドイツから亡命していたカール・レーヴィットと再会。アメリカの哲学者チャールズ・ハーツホーンとのジョイントセミナーが開かれる。1949年には、カール・ヤスパースの後任としてハイデルベルク大学への就任が決定する。

### ハイデルベルク期(1949-2002)
ハイデルベルクに着任したガダマーは環境も安定し、講演・論文などの学術活動を続けながら、およそ10年のあいだこれまでの研究成果をまとめるための沈黙の時期に入る。1960年『真理と方法』出版。1968年には退官し、『真理と方法』において展開された哲学的解釈学を補完・進展させる論文を数多く発表する多産な時期に入る。アメリカやイタリアなどに講演や講義のためしばしば赴き、ユルゲン・ハーバーマスやジャック・デリダとの論争も経験する。1979年ジークムント・フロイト賞受賞。
2000年、100歳の誕生式典が執り行われる。2002年、逝去。ハイデルベルク郊外の墓地に葬られる。

## 思想
第三帝国時代にしばらくハイデガーから離れていたガダマーであるが、1940年代末に、ふたたびハイデガーの強い影響圏に入り込んだ。ハイデガー哲学は、フリードリヒ・シュライアマハー、ヴィルヘルム・ディルタイ等のロマン主義的・歴史主義的な解釈学がかかえる問題に対して決定的な意義をもつという認識を、ガダマーはそのときもっていた。そして1950年代初頭、彼は一書を書く決意をし、9年をかけて、自身のそれまでの研究や講義を集約する形で、1960年に『真理と方法』として刊行される原稿を練り上げていった。
『真理と方法』の第二部で、ガダマーはそれまでの解釈学に代わる新しい「哲学的解釈学」をうち立てた。ロマン主義的・歴史主義的な解釈学は、テクストないし歴史的出来事をその時代から理解すべきだという歴史的意識の要求に従って、形式的な解釈学的循環をテクストや歴史に適用し、理解する者の歴史性を否定してしまった。しかし、ハイデガーによれば、理解（了解）は有限な人間存在の存在様式として、それ自身歴史的なのである。人文科学での理解、過去から伝承されたテクストの理解は、ロマン主義的・歴史主義的解釈学が考えていたように、現在と現在に由来する先入見を排して、時代を飛び越えて、成立時のテクストとかその著者の心情とかを再構成することではない。理解は過去が現在に媒介（橋渡し）される出来事、過去から伝わったテクストの意味への参与である。理解が媒介・参与である以上、テクストの内容を現在に生かす適用は、理解においていつもすでに起きていると考えなければならない。テクストそのものの意味を捉えたあとで、それをあとから自らの状況に適用するのではないのである。この理解をガダマーはまた、プラトンの問答術に従って、問いと答えの弁証法としても記述した。まず、過去から伝承されたテクストが解釈者に語りかけ、問いかける。テクストの内容の真実性に動かされ、解釈者にとって自明で無意識であったもの（先入見）が自明性を失う。これによってはじめて、解釈者は、自らの先入見を吟味し、テクストに問いを立てるようになる。
ガダマーの哲学的解釈学に対するハーバーマスの批判（1967年）とそれに続く彼との論争は、ガダマーの名を一躍世界に知らしめた。ハイデルベルク大学退官（1968年）後も、ガダマーはハイデルベルク大学で教え続けると同時に、アメリカやヨーロッパの諸大学で呼ばれて多数の講演や講義を行うことになった。ところで、社会科学からの挑戦とも言うべきハーバーマスの批判によって、ガダマーはその解釈学の人文主義的な狭さを弁明し克服するように強いられ、その結果、彼の解釈学は人文科学論から、言語に媒介された世界経験についての理論へと重心をシフトさせた。
だが、これは『真理と方法』では未展開であった第三部の言語論の発展と言える。『真理と方法』後のガダマーは、『真理と方法』で行ったシュライエルマッハーやディルタイの解釈について、その専門の研究者から批判を受けると、自己の解釈を弁明しなければならないこともあった。だが同時に、言語論を発展させるとともに、退官前後からツェラーンなどの現代詩を解釈することにより、自身の解釈学を具体的事例に耐えられるより洗練されたものとし、また、『真理と方法』での適用論を1980年代に実践哲学論として展開した。

## 論争

### ハーバマス
ユルゲン・ハーバーマスは、『社会科学の論理』（1967年）において、ガダマーの主著『真理と方法』における「理解されうる存在は言語である」とのテーゼを労働と支配という社会の実在連関を捉え切れていない言語の観念論であり、言語は制度化された暴力を正当化する道具にもなりえると批判すると、同年、ガダマーは、『修辞学・解釈学・イデオロギー批判』において、社会的現実的強制もまた言語的に分節化されなければならないと反論し、論争に至った。その後、ハーバマスは、『解釈学の普遍性要求』（1970年）において、「深層解釈学」、「普遍的語用論」という視点を基に、ガダマーの主張する伝統による言語によって見出されるされる真理とは体系的に歪められたコミュニケーションかもしれず、保守的なイデオロギーとして機能すると再度批判し、ガダマーも再反論した。

### デリダ
ガダマーが1981年にフランス・パリのドイツ文化センターで「テクストと解釈」との題で講演を行うと、翌日、ジャック・デリダがコメント「権力への善き意志」などを発表し、その後ガダマーがデリダに反論を行い論争にいたった。ガダマーは、解釈においては、読み手と書き手には互いに理解し合おうとする「よき意志」が必要であるとしたのにたいして、デリダは、ガダマーのいう「善き意志」は、イマヌエル・カントの善意志と同じく、意志を絶対的・最終的な審級とする意志の形而上学ではないかと批判し、「あらかじめ暴力を行使すること」とした。デリダは、『署名を解釈する（ニーチェ/ハイデガー）』において、ガダマーが理解において前提する「完全性の先行把握」の概念を批判する。デリダによれば、ハイデガーがニーチェを解釈したように、善き意志・完全性の先行把握により、テクストの意味を統一してしまうのであれば、それは西洋のロゴス中心主義によって多様にあり得る意味が切り捨てられてしまうのである。

## 著作

### 小論集・著作集
- 小論集(Kleine Schriften) Tübingen, Mohr, 1967 ff. (ガダマーによる論文集。著作集にすべて再収録)
  - 『哲学・芸術・言語: 真理と方法のための小論集』未來社、1977年。

- 著作集(Gesammelte Werke). Tübingen: Mohr, 1985–1995 (10 Bände).
  - Band 1. Hermeneutik 1: Wahrheit und Methode: Grundzüge einer philosophischen Hermeneutik
    - 『真理と方法1: 哲学的解釈学の要綱』轡田收訳、法政大学出版局、1986年。ISBN 4588001752
    - 『真理と方法2: 哲学的解釈学の要綱』轡田收・巻田悦郎訳、法政大学出版局、2008年。ISBN 4588001760 （新装版、2015年）
    - 『真理と方法3: 哲学的解釈学の要綱』轡田收・三浦國泰・巻田悦郎訳、法政大学出版局、2012年。ISBN 978-4-588-00177-2

  - Band 2. Hermeneutik 2: Wahrheit und Methode: Ergänzungen und Register
  - Band 3. Neuere Philosophie 1: Hegel, Husserl, Heidegger
  - Band 4. Neuere Philosophie 2: Probleme, Gestalten
  - Band 5. Griechische Philosophie 1
  - Band 6. Griechische Philosophie 2
  - Band 7. Griechische Philosophie 3: Plato im Dialog
  - Band 8. Ästhetik und Poetik 1: Kunst als Aussage
  - Band 9. Ästhetik und Poetik 2: Hermeneutik im Vollzug
  - Band 10. Hermeneutik im Rückblick

### 個別の著作
- Wahrheit und Methode. Grundzüge einer philosophischen Hermeneutik, Mohr Siebeck: Tübingen 2010(1960), ISBN 3161502116
- Le problème de la conscience historique, Éditions Béatrice-Nauwelaerts: Paris, 1963.
- Platos dialektische Ethik und andere Studien zur platonischen Philosophie, Meiner Verlag: Hamburg, 1968.
- Hegels Dialektik. Sechs hermeneutischen Studien, J.C.B. Mohr (Paul Siebeck): Tübingen, 1971, ISBN 3-16-243191-3
  - 山口誠一、高山守 (翻訳)『ヘーゲルの弁証法: 六篇の解釈学的研究』未來社、1990年。ISBN 4624020294
- Vernunft in Zeitalter der Wissenschaft, Suhrkamp: Frankfurt am Main, 1976, ISBN 3-51-8014870
  - 本間謙二、座小田豊 (翻訳)『科学の時代における理性』法政大学出版局、1988年、ISBN 4-58-8002465
- Philosophische Lehrjahre. Eine Rückschau, Vittorio Klostermann: Frankfurt am Main, 2012(1977), ISBN 978-3-465-04165-8.
  - 中村志朗 (翻訳)『ガーダマー自伝: 哲学修業時代』未來社、1996年。ISBN 4624932315
- Lob der Theorie, Suhrkamp: Frankfurt am Main, 1983.
  - 本間謙二、須田朗 (翻訳)『理論を讃えて』法政大学出版局、1993年、ISBN 4-58-8004123
- Das Erbe Europas, Suhrkamp, Frankfurt am Main, 1989.
- Gedicht und Gespraech Insel Verlag: Leibzig, 1990
  - 巻田悦郎(翻訳)『詩と対話』法政大学出版局、2001年　ISBN 4-58-8007122
- Über die Verborgenheit der Gesundheit, Suhrkamp: Frankfurt am Main, 1993.
  - 三浦國泰 (翻訳)『健康の神秘』法政大学出版局、2006年、ISBN 4588008382
- Gadamer Lesebuch, J.C.B. Mohr (Paul Siebeck): Tübingen, 1997
- Der Anfang der Philosophie, Philipp Reclam: Stuttgart 1996.
  - 箕浦恵了、國嶋貴美子 (翻訳)『哲学の始まり―初期ギリシャ哲学講義』法政大学出版局、2007年
- Der Anfang des Wissens, Philipp Reclam: Stuttgart, 1999.
- Erziehung ist sich erziehen, Universitätsverlag Winter: Heidelberg 2000.
- Hermeneutische Entwürfe. Vorträge und Aufsätze, J.C.B. Mohr (Paul Siebeck): Tübingen 2000.
- Schmerz, Universitätverlag Winter: Heidelberg, 2003.

翻訳者による編集
- 三浦國泰(翻訳)『芸術の真理: 文学と哲学の対話』法政大学出版局、2006年。ISBN 4588008536

## 関連思想家
- ポール・リクール
- エルンスト・カッシーラー
- ハンス・ブルーメンベルク
- ジャンニ・ヴァッティモ
- マルティン・ハイデガー
- ヴィルヘルム・ディルタイ
- フリードリヒ・シュライアマハー
- ジャック・デリダ
- リチャード・ローティ
- ユルゲン・ハーバーマス
- ルイジ・パレイゾン